# Sürmenespor Kulübü
Il Sürmenespor Kulübü è una società calcistica con sede a Sürmene in Turchia.
Fondato nel 1967, il club milita nella Trabzon Amatör Lig.
Il club gioca le gare casalinghe allo Stadio İsmet Gürbüz Civelek, che ha una capacità di 1.165 posti a sedere.

## Statistiche
- TFF 3. League: 1999-2000, 2006-2010
- Regional League Amateur: 2010-2011
- Trabzon League Amateur: 1967-1999, 2011-